# Anadia altaserrania
Anadia altaserrania är en ödleart som beskrevs av  Harris och AYALA 1987. Anadia altaserrania ingår i släktet Anadia och familjen Gymnophthalmidae.
Artens utbredningsområde är Colombia. Inga underarter finns listade i Catalogue of Life.